# Trijntje Oosterhuis
Judith Katrijntje "Trijntje" Oosterhuis, född 5 februari 1973 i Amsterdam, är en nederländsk popsångerska.
Trijntje Oosterhuis bildade popgruppen Total Touch 1990 tillsammans med sin bror Tjeerd Oosterhuis. Deras självbetitlade debutalbum släpptes 1996 och sålde platina i Nederländerna. Albumets första singel, Touch Me There, blev en sommarplåga det året. Det efterföljande albumet, This Way, uppnådde förstaplatsen på den nederländska albumlistan. Gruppen splittrades 2001 och Oosterhuis valde att påbörja en solokarriär. Hennes självbetitlade debutalbum släpptes 2003 och sålde guld i Nederländerna. Den uppnådde även 3:e plats på den nederländska albumlistan. Efter detta album valde hon att inrikta sig på jazz och släppte 2004 livealbumet Strange Fruit, som bestod av covers på låtar av Billie Holiday och George Gershwin. På albumet Wrecks We Adore samarbetar hon med sångerskan Anouk.
Trijntje Oosterhuis representerade Nederländerna i Eurovision Song Contest 2015, men kvalificerade sig tyvärr inte till finalen.

## Diskografi
| År              | Albumtitel                                | Nederländska albumlistan | Certifiering |
| --------------- | ----------------------------------------- | ------------------------ | ------------ |
| 1999            | For Once in My Life                       | 25                       | Guld         |
| 2003            | Best of Total Touch & Trijntje Oosterhuis | 14                       |              |
| 2003            | Trijntje Oosterhuis                       | 3                        | Guld         |
| 2004            | Strange Fruit                             | 2                        | 2 x Platina  |
| 2005            | See You As I Do                           | 5                        | Guld         |
| 2006            | The Look Of Love                          | 1                        | Platina      |
| 2011            | Sundays in New York                       | 22                       | N/A          |
| 2011            | We've Only Just Begun                     | 19                       | N/A          |
| 2012            | Wrecks We Adore                           | 1                        | N/A          |
| Med Total Touch |                                           |                          |              |
| 1996            | Total Touch                               | 2                        | 4 x Platina  |
| 1998            | This Way                                  | 1                        | 2 x Platina  |